# Massacres d'Odessa (1905)
Pour les articles homonymes, voir Massacre d'Odessa.
Les Massacres d'Odessa de 1905 désignent des massacres commis durant la répression de la révolution russe de 1905 sur ordre de Nicolas II.
La ville était le théâtre d'une grève générale accompagnée de violentes émeutes, repoussées par la troupe et notamment par les cosaques. Le 27 juin, jour de la mutinerie du cuirassé Potemkine, le gouverneur militaire d'Odessa, le général Kokhanov, a décrété la loi martiale. Le principal meneur de la révolte d'Odessa, l'étudiant Constantin Feldman, juge que l'arrivée du navire, qui arbore le drapeau rouge, peut faire basculer la situation en faveur des insurgés, menés par les sociaux-démocrates locaux qui demandent aux cosaques et à tous les soldats de déposer les armes et de s'unir aux insurgés d'Odessa, sous peine de faire bombarder la ville par le Potemkine. Informé de la situation à Odessa et de la menace du cuirassé mutiné, le tsar Nicolas II proclame l'état de guerre dans la ville.
Le 29 juin, l'arrivée du corps de Vakoulintchouk à Odessa est l'occasion de manifestations politiques : des orateurs incitent la population à poursuivre la révolte. Vers midi, le gouverneur Kokhanov ordonne aux cosaques de réprimer l'agitation. Durant l'après-midi et jusque dans la nuit, la ville est alors le théâtre d'un déchaînement de violences. Des heurts ont lieu sur l'Escalier Richelieu, qui relie le centre-ville au port : une séquence célèbre du film Le Cuirassé Potemkine a montré la troupe tirer sur les manifestants massés sur l'escalier. Cette scène est parfois confondue avec la vérité historique, y compris dans certains ouvrages comme celui de Richard Hough, mais elle semble être en grande partie issue de l'imagination de Sergueï Eisenstein ; Neal Bascomb, auteur d'un autre livre sur l'événement, souligne que si des violences se sont bien déroulées sur l'escalier durant la journée, les cosaques n'y ont pas chargé avant minuit. Néanmoins, il estime que si l'on ignore combien de personnes ont péri à Odessa lors de la répression, le nombre de victimes peut aller jusqu'à six mille.